# بوتفردة
بوتفردة هي قرية مغربية وسط شمال البلاد. تقع بوتفردة بإقليم بني ملال وتضم 6.333 نسمة (إحصاء رسمي 2004).